# 영국-프로이센 협정
영국-프로이센 협정(Anglo-Prussian Convention)은 그레이트브리튼 왕국과 프로이센 왕국 사이에 1758년 4월 11일 합의되었으며, 1756년 웨스트민스터 협약 이래 실질적으로 존재했던 영국-프로이센 동맹을 공식화했다.

## 협정 역사
양국은 별도의 평화 협상을 하지 않기로 합의했다. 영국은 프로이센에 보조금 (연 670,000 파운드, 영국이 동맹국에 지급했던 전비 보조금 중 가장 큰 액수)을 지불하기로 약속했다. 그 대가로 영국은 프로이센이 브라운슈바이크뤼네부르크 선제후국 및 인접 영토를 방어하기 위해 브라운슈바이크의 페르디난트가 지휘하는 독일 감시군에 보병과 기병을 공급하기를 희망했다. 니콜라스 마겐스와 조지 에이미언드가 이 자금을 공급했다.
또한 영국은 1757년 연합군이 프랑스와 오스트리아군으로부터 탈환한 엠덴 항구에 주둔군을 제공하기로 합의했다. 이는 영국이 유럽 대륙에 병력을 배치하는 것을 거부했고, 국무장관, 윌리엄 피트가 불과 몇 달 전에 이러한 가능성을 일축했기 때문에 중요한 진전이었다.
영국과 프로이센 모두 실제 분쟁 기간이나 궁극적으로 발생할 동맹 내 마찰을 예측할 수 없었다. 양측은 처음에는 전쟁이 한두 차례의 작전 이상으로 확장되지 않을 것이라고 믿었다.
두 국가 간의 동맹은 존 스튜어트에 의해 1762년 4월 30일 적대적인 분위기 속에 해체될 때까지 지속되었다. 조지 3세는 뉴캐슬 공작과 피트에 맞서 뷰트와 조지 그렌빌을 지지했다.